# So Hard
Singles de Pet Shop Boys
It's Alright
(1989) Being Boring
(1990)
So Hard est une chanson du duo britannique Pet Shop Boys extraite de leur quatrième album studio, Behaviour, paru le 22 octobre 1990.
Le 24 septembre 1990, quatre semaines avant la sortie de l'album, la chanson a été publiée en single. C'était le premier single tiré de cet album.
Le single a atteint la 4e place au Royaume-Uni.